# Saro Cloud
Saro Cloud byl britský obojživelný létající člun, navržený a postavený firmou Saunders-Roe. Dopravní verze nesla označení A.19, vojenská verze, určená pro výcvik pilotů a navigátorů Royal Air Force byla označena A.29.

## Vývoj

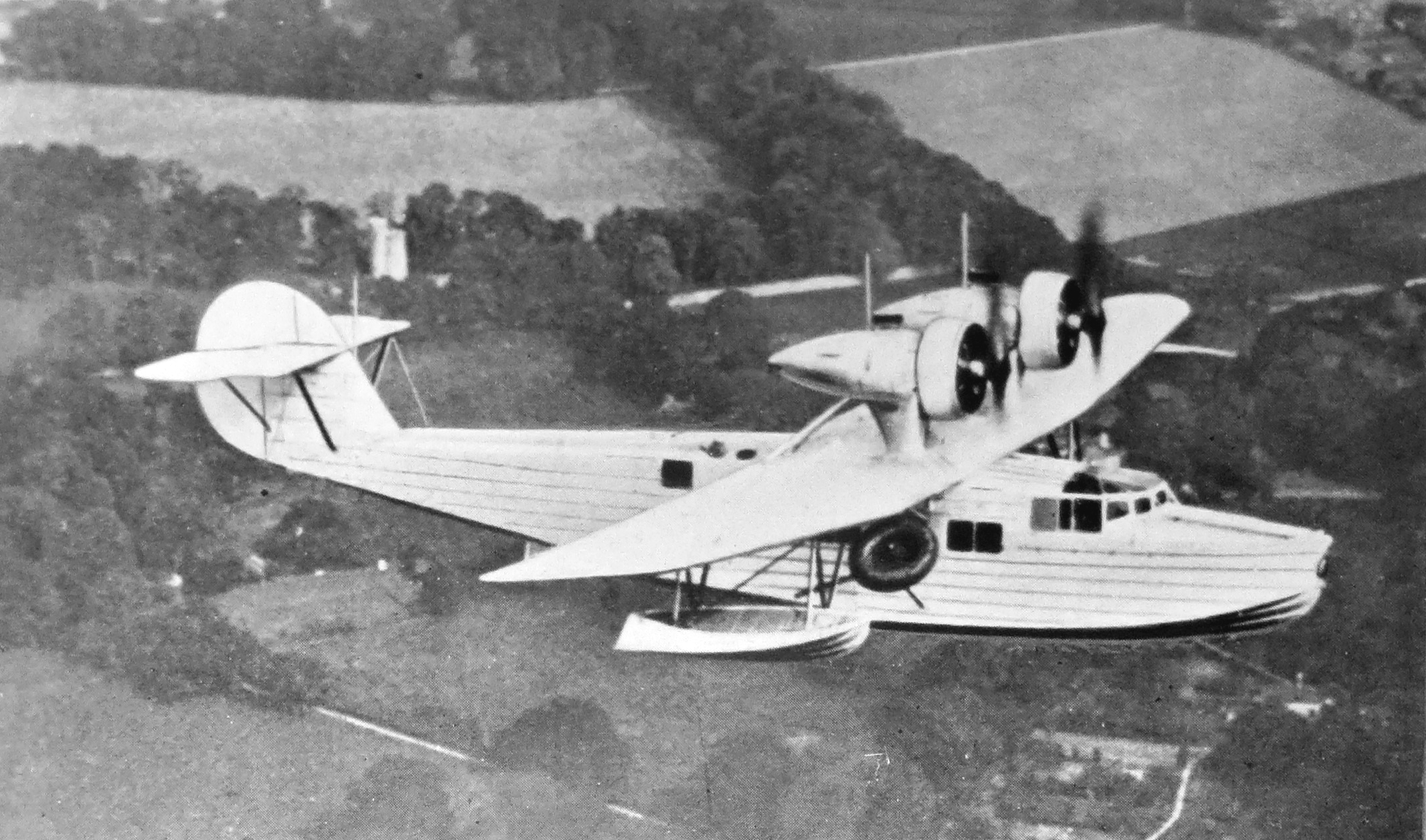
Hydroplán Saro Cloud (Bulletin Walter, č. 5, 1935)

Po úspěchu typu A.17 Cutty Sark byla ve firmě Saro navržena zvětšená verze, nazvaná A.19 Cloud. Letoun měl dvoučlennou osádku a kapacitu osm cestujících, podobně jako Cutty Sark to byl dvoumotorový létající člun s motory uloženými na vzpěrách nad křídlem. První prototyp, který poprvé vzlétl v roce 1930, poháněly hvězdicové motory Wright J-6 o výkonu 300 k (224 kW). Konstrukce umožňovala snadnou montáž odlišných typů pohonných jednotek. Soukromým uživatelům byly prodány čtyři letouny, vybavené různými motory.
Britské ministerstvo letectví objednalo na základě specifikace č. 15/32 jeden prototyp cvičné verze, který poprvé vzlétl v červnu 1930. Po zkouškách prototypu ministerstvo letectví objednalo celkem 16 sériových letounů, určených pro výcvik pilotů a navigátorů. Letouny označené A.29 byly poháněny motory Armstrong Siddeley Serval a měly prostor pro šest žáků. Na přídi a zádi bylo možno umístit po jednom kulometu a letoun mohl nést čtyři padesátilibrové (22,7 kg) cvičné pumy.

## Operační nasazení
První sériový A.29 byl dodán ke zkouškám v námořním výzkumném a zkušebním středisku Marine Aircraft Experimental Establishment. Po úpravách trupu byl v srpnu 1933 předán výcvikové peruti hydroplánů na základně RAF v Calshotu. Později sloužily také u 48. peruti v Bircham Newtonu a u School of Air Pilotage v Andoveru. Během svého nasazení Cloud sloužil pro výcvik pilotů, kteří před zařazením k jednotkám RAF dále pokračovali ve výcviku na větších létajících člunech. Letoun byl používán i k výcviku navigátorů, neboť jeho kabina byla dostatečně prostorná, aby pojala několik mapových stolů. Poslední vyrobený Cloud byl dodán RAF v roce 1935. Stroje byly vyřazeny ze služby již po několika letech provozu, poslední kusy v červnu 1939.

## Varianty

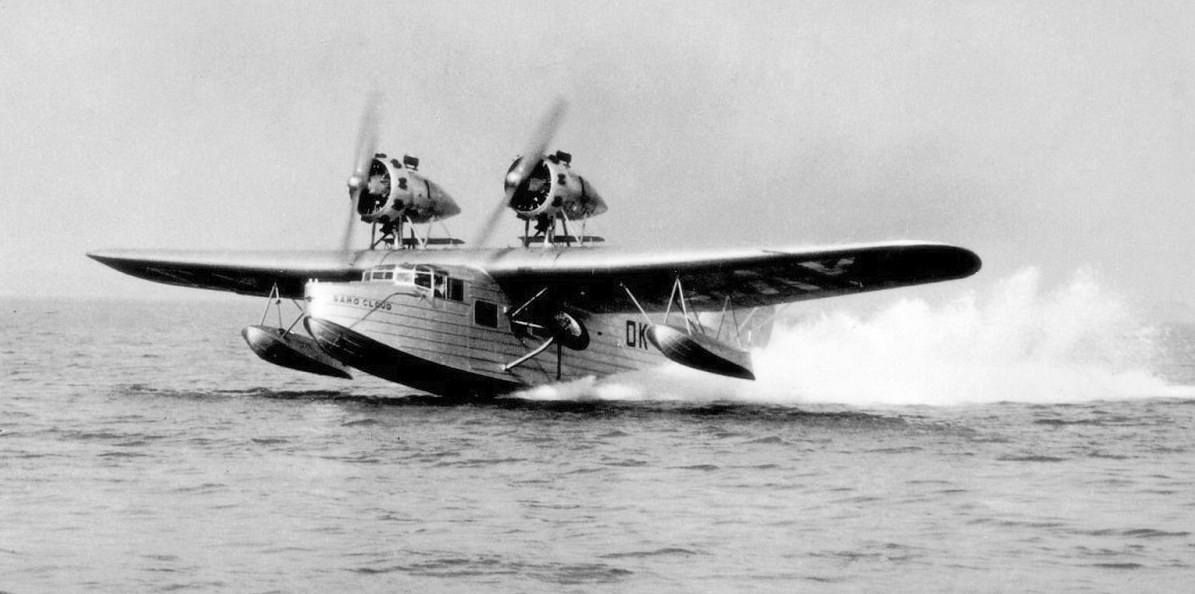
A.19/5 (OK-BAK) s motory Walter Pollux II-R

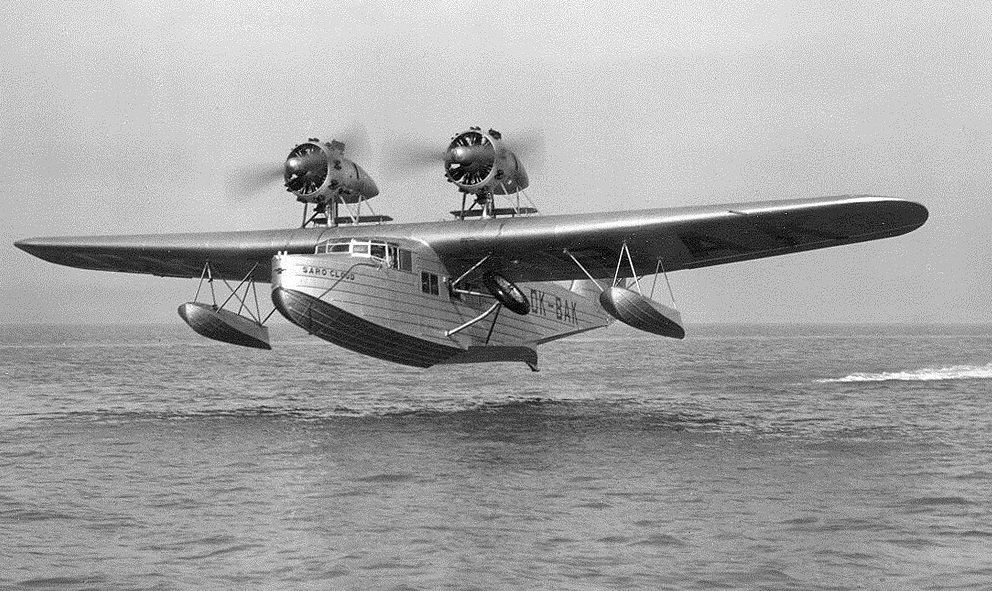
Saunders Roe A.19 (Saro Cloud) již nad hladinou (Malý čtenář 1936)

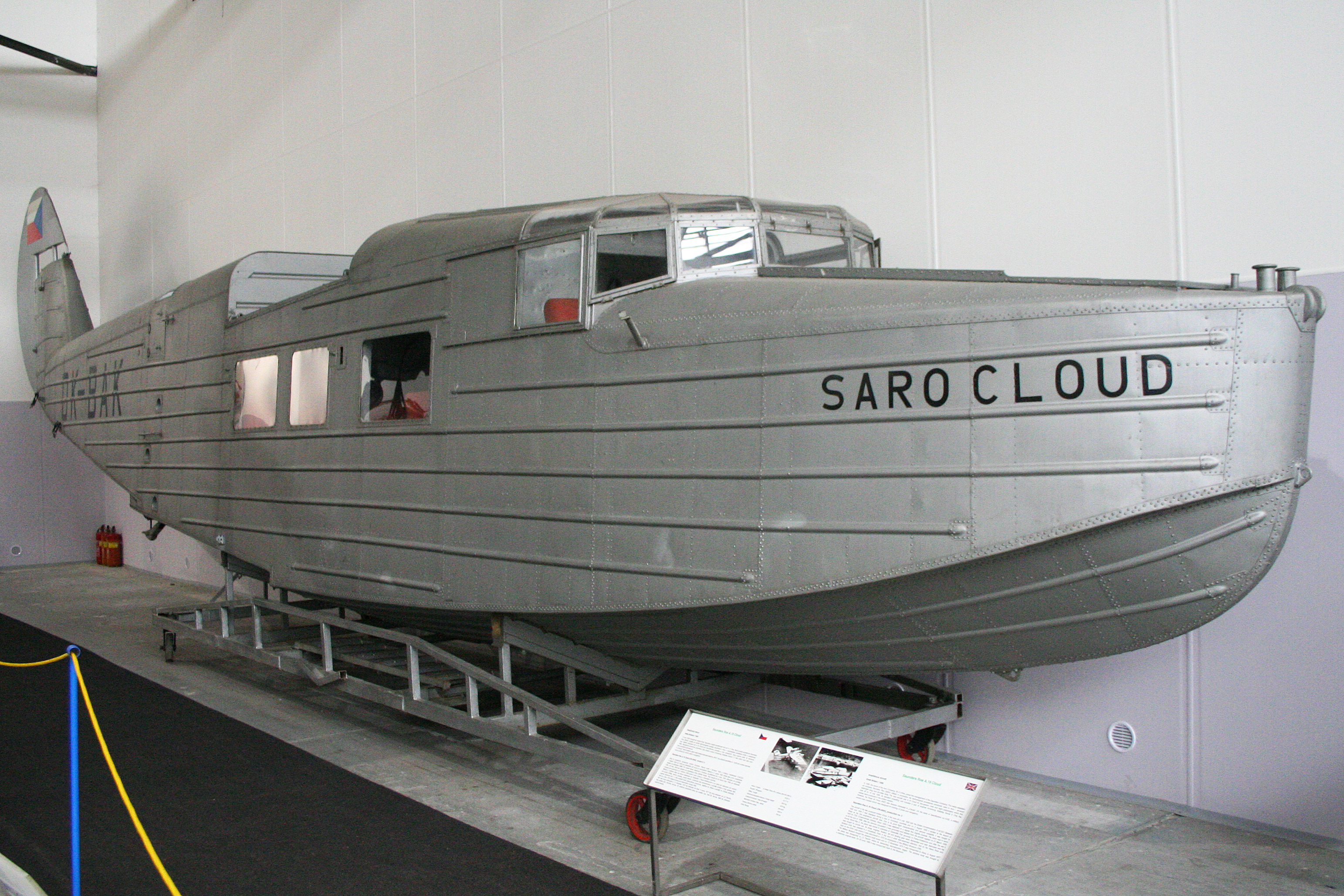
Trup A.19/5 v Leteckém muzeu Kbely

A.19/1
Prototyp imatrikulace G-ABCJ poháněný hvězdicovými motory Wright J-6 o výkonu 300 k (224 kW), prodán do Kanady jako CF-ARB, vrácen do firmy Saro v roce 1934 a používán pro testy motorů. Na stroj byly nainstalovány motory Napier Rapier IV a pomocná nosná plocha za motorovými gondolami. Roku 1935 byl stroj pronajat Jersey Airways, vyřazen byl v dalším roce.
A.19/2
Speciální varianta poháněná třemi motory Armstrong Siddeley Lynx IVC o výkonu 215 k (160 kW), stroj byl registrován jako G-ABHG. Kvůli problémům s motorovou instalací byly původní motory nahrazeny dvěma Pratt & Whitney Wasp C o výkonu 425 k (317 kW). Letoun byl také vybaven pomocnou nosnou plochou nad motory a dvojitými SOP ke zlepšení směrového řízení. V roce 1940 byl prodán Imperial Airways, kde byl používán pro výcvik osádek, ale roku 1941 byl neopravitelně poškozen a sešrotován.
A.19/3
Prototyp pro ministerstvo letectví, se sériovým číslem K2681, poháněn hvězdicovými motory Armstrong Siddeley Serval III o výkonu 340 k (254 kW). Po zkouškách prototypu bylo objednáno šestnáct sériových strojů pod označením A.29.
A.19/4
Registrován G-ABXW, poháněn motory Wright J-6. Pojmenován Cloud of Iona. Byl užíván společností British Flying Boats k vyhlídkovým a charterovým letům a krátce zkoušen na lince mezi Glasgowem a Belfastem. V roce 1935 byl provozován společností Spartan Air Lines, později byl užíván Guernsey Airways, ztracen u Jersey 31. července 1936.
A.19/5
Poháněn dvěma motory Serval I a registrován G-ACGO. Poprvé vzlétl 15. července 1933 v Cowes, byl vyslán s pilotem capt. S. D. Sottem na prodejní turné po Evropě a prodán Československým státním aeroliniím, u nichž létal od 24. května 1935 s imatrikulací OK-BAK. Původní motory byly nahrazeny československými devítiválci Walter Pollux II-R o výkonu po 265 kW.
Letoun byl od roku 1935 nasazen na lince do Jugoslávie. Tato první mezinárodní linka ČSA, fungující pouze v letní sezóně, byla provozována od roku 1930. Původní trasa byla z Prahy do Záhřebu, v roce 1933 byla prodloužena do přístavu Sušak (později se stal součástí Rijeky). Letiště ale bylo vzdálené od města 12 kilometrů, takže pasažéři museli pokračovat v cestě nepohodlným autobusem, a jeho okolí bylo hornaté, což ztěžovalo přistání při nepříznivém počasí.
Bylo proto rozhodnuto o zakoupení obojživelného letadla, které by přistávalo na moři přímo v Sušaku. Saro Cloud na lince létal od léta 1935 v úseku ze Záhřebu do Sušaku, od července 1936 byla trasa prodloužena až do Splitu a Dubrovníku, kde letoun přistával v přístavu Yachting Clubu Argosa v Gruži. První zkušební let s československou amfibií OK-BAK na prodloužené lince byl vykonán již na podzim roku 1935.
Po německé okupaci byl letoun uskladněn na Výstavišti Praha. V 50. letech byl trup prodán soukromému majiteli a přestavěn na motorový hausbót. Pod jménem Delfín vystřídal několik majitelů (jedním byl motocyklový závodník František Šťastný). V roce 1975 ho zakoupil Vojenský historický ústav, o dva roky později byl převezen do leteckých opraven v Trenčíně, kde proběhla rekonstrukce. Od roku 1995 je vystaven v Leteckém muzeu Kbely.
A.29
Motory Serval III poháněné cvičné letouny, užívané RAF, vyrobeno 16 kusů.
Monospar ST-8
Prototyp K2681 zkoušený ministerstvem letectví, vybavený experimentálním křídlem typu Monospar podle specifikací 18/32, používán ke zkouškám křídla pro užití v dalších konstrukcích Saro. Upravený letoun vzlétl v roce 1934 a posloužil při vývoji letounu Saro A.33.

## Uživatelé

### Civilní uživatelé
Soukromníci v Kanadě a Spojeném království a následující komerční uživatelé:
 Československo
- Československé státní aerolinie

 Spojené království
- British Flying Boats
- Guernsey Airways
- Imperial Airways
- Jersey Airways
- Spartan Air Lines

### Vojenští uživatelé
- Royal Air Force

## Specifikace (A.29)
Údaje převzaty z The Illustrated Encyclopedia of Aircraft (Part Work 1982-1985). Orbis Publishing. s. 2879

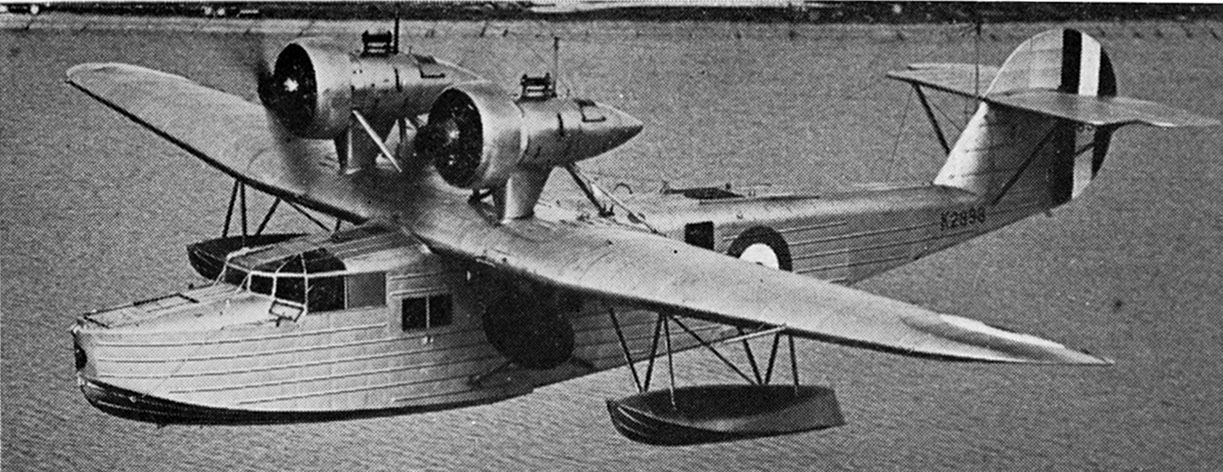
Saro Cloud, RAF

### Základní technické údaje
- Osádka: 2 piloti
- Kapacita: 4 až 8 žáků v závislosti na úloze
- Délka: 15,28 m
- Rozpětí křídel: 19,51 m
- Výška: 5,00 m
- Nosná plocha: 60,39 m²
- Prázdná hmotnost: 3 804 kg
- Vzletová hmotnost: 4 310 kg
- Pohonná jednotka: 2 × hvězdicový pístový motor Armstrong Siddeley Serval III o výkonu 340 k (254 kW) nebo Serval V se stejným výkonem

### Výkony
- Maximální rychlost: 190 km/h
- Dolet: 612 km
- Dostup: 4 265 m
- Stoupavost: 3,8 m/s
- Vytrvalost: 4 hodiny

### Výzbroj
- 7,7 mm kulomet Lewis ve stanovištích na přídi a zádi, 4 × cvičná puma o hmotnosti 50 lb (22,7 kg)